# Ki Bo-bae
Dans ce nom coréen, le nom de famille, Ki, précède le nom personnel.
Ki Bo-bae (née le 20 février 1988 à Anyang) est une archère sud-coréenne triple championne olympique.

## Biographie
Ki Bo-bae remporte trois médailles d'or aux Jeux olympiques d'été de 2012 à Londres, l'une par équipes et l'autre en individuel, avant de remporter à nouveau le titre par équipes à Rio en 2016 où elle s'adjuge également la médaille de bronze dans la compétition individuelle.